# Nicoleta Alexandru
Nicola, właśc. Nicoleta Alexandru (ur. 5 listopada 1968 w Bukareszcie) – rumuńska piosenkarka, reprezentantka Rumunii podczas 48. Konkursu Piosenki Eurowizji w 2003 roku.

## Życiorys

### Początki kariery
W 1992 rozpoczęła karierę muzyczną występami z autorskim materiałem w programach telewizyjnych i radiowych. W latach 90. kilkukrotnie bez powodzenia brała udział w krajowych eliminacjach eurowizyjnych, zgłaszając się do konkursu z piosenkami: „Balerina” (1993), „Doar amintiri” (1994), „Undeva departe esti tu” (1996) i „Europa” (1998, nagrany wraz z Laurą Stoicą, Danielą Vladescu, Luminitą Anghel, Mihaiem Alexandru i Aurelianem Temisanem). W 1999 wydała minialbum pt. Cu tălpile goale, a w styczniu 2000 – debiutancką płytę studyjną pt. Turqouise. Wydawnictwo promowała singlem „I Feel Good”, który nagrała z Un-Q Sapro i Evriką. W 2000 i 2003 ponownie zgłaszała się do krajowych eliminacji eurowizyjnych: z piosenkami „I Feel Good” (2000) i „I Do” (2002). 
W 2003 została wybrana Kobietą roku przez czytelników magazynu „Avantaje”. Z piosenką „Lângă mine”, promującą jej album o tym samym tytule, wygrała Festiwal w Mamai oraz Festiwal Piosenki Miłosnej 2003. Utwór zdobył również tytuł Piosenki roku przyznawany przez rozgłośnie București i Actualitati Radio. W lutym 2003 z piosenką „Don’t Break My Heart” wzięła udział w programie Euroviziune 2003, wyłaniającym reprezentanta Rumunii w 48. Konkursie Piosenki Eurowizji. Wystąpiła w drugim półfinale selekcji i pomyślnie przeszła do finału rozgrywanego 1 marca. Przed koncertem była główną faworytką do wygrania rundy finałowej eliminacji, ostatecznie zdobyła w nim największą liczbę 24 punktów i zajęła pierwsze miejsce, zostając reprezentantką kraju w Konkursie Piosenki Eurowizji. W finale imprezy, który odbył się 24 maja, otrzymała za swoją konkursową piosenkę łącznie 73 punkty, zajmując 10. miejsce. Podczas prezentacji towarzyszyło jej czterech tancerzy.
W 2003 wydała pierwszy album kompilacyjny, zatytułowany Best of Nicola, na którym znalazł się m.in. eurowizyjny singiel oraz utwory zaprezentowane w krajowych eliminacjach w poprzednich latach. W czerwcu kolejnego roku premierę miała płyta pt. De mă vei chema, którą promował m.in. eurowizyjny utwór. W 2005 otrzymała dwie statuetki (w kategoriach Najlepszy utwór pop i Najlepsza wokalistka) podczas ceremonii wręczania nagród MTV Romania Music Awards. Latem 2007 roku wydała singiel „Dacă-i tarziu”, z którym trafiła na krajowe listy przebojów. Rok później wzięła udział w finale krajowych eliminacji eurowizyjnych z piosenką „Fairytale Story”, z którą zajęła ostatecznie 7. miejsce. Singiel zapowiadał kolejny album studyjny wokalistki pt. Thank You, wydany w 2009. Wydawnictwo promowały także utwory „Leave No Heart Behind”, którego współautorem został Thomas Nichols, (współpracujący na co dzień m.in. z Céline Dion i All Saints), oraz tytułowa piosenka, napisana razem z Kordem.

### Życie prywatne
W 1990 poślubiła Mihaia Alexandru, który był jej producentem muzycznym. Rozwiedli się w 2005.

## Dyskografia

### Albumy studyjne
- Turquoise (2000)
- Lângă mine (2002)
- De mă vei chema (2004)
- Thank You (2009)

### Albumy kompilacyjne
- Best of Nicola (2003)

### Mini-albumy (EP)
- Cu tălpile goale (1999)